# Восточный широкорот
Восточный широкорот (лат. Eurystomus orientalis) — птица семейства сизоворонковых (Coraciidae).

## Описание
Восточный широкорот длиной от 25 до 28 см. Самый крупный подвид (E. о. solomonensis), обитающий на Соломоновых островах и Бугенвиле, достигает длины 34 см. У птиц большая голова и очень короткая шея. Хвост и ноги также очень короткие. Оперение тёмно-зелёное, отливающее на свету различными оттенками. Серо-зелёная нижняя часть тела темнее верхней части тела. Горло и верхняя часть груди синевато-пурпурного цвета. Голова чёрная или тёмно-коричневая, глаза тёмные. Иногда заметно тонкое, светлое или красноватое окологлазное кольцо. Красный клюв относительно короткий, но очень широкий, заканчивается тонким, тёмным крючком.

## Распространение
10 подвидов восточного широкорота распространены от юго-западной Индии, восточных Гималаев и Шри-Ланки через всю Юго-Восточную Азию к северу до Кореи, Маньчжурии, бассейна Уссури и юга Японии. Также заселены острова, расположенные к югу от Японии. Кроме того, вид обитает на Андаманских островах, Филиппинах и на Больших и Малых Зондских островах до Сулавеси. В восточной части Тихого океана вид заселил многие острова Меланезии, такие как архипелаг Бисмарка и Соломоновы острова, почти всю Новую Гвинею, а также север, запад и юго-запад Австралии. В Австралии, Новой Гвинеи, Китае и Японии восточный широкорот является единственным представителем сизоворонковых.
Вид населяет разные жизненные пространства. В более южных областях распространения вторичные леса и окраины влажных джунглей, поляны во влажных джунглях с редко растущими высокими деревьями, плантации кофе и каучука, а также галерейные леса вдоль рек влажных джунглей. На севере его можно встретить в лесах, окраинах сельскохозяйственных угодий, иногда в степи. В Австралии птицы населяют окрестности человеческих поселений, гнездясь на фруктовых плантациях, а также в больших парках.

## Питание
Питается насекомыми. Жуки составляют основу питания, однако наряду с ними кормится также сверчками, саранчой, цикадами и богомолами. Клопы, моли и термиты играют незначительную роль. Вид применяет различные охотничьи стратегии. Эффективнее всего, пожалуй, относительно быстрый, как у соколиных, охотничий полёт, используемый, прежде всего, в сумеречное и предрассветное время. Часто для общей охоты собираются несколько птиц. Охота на пролетающих насекомых ведётся также из засады на деревьях или телефонных столбах. На земле птицы охотятся реже. Наряду с насекомыми добычей становятся также мелкие млекопитающие, амфибии и рептилии. Очевидно, птицы регулярно проглатывают мелкие камушки, чтобы с их помощью измельчать жёсткие хитиновые ткани отдельных животных, а также другие материалы, такие как кусочки стекла и фарфора, либо ракушки, которые часто находят в гнездовых пещерах птиц.

## Размножение
Птицы моногамны. В период гнездования они строго территориальны. Токование самца выражается в полётах токования над участком гнездования и пением. Птицы откладывают яйца в дуплах и пещерах, покинутых дятлами или бородатковыми. Они часто находятся на большой высоте на погибших или живущих деревьях. Кладка, которую высиживают оба родителя 17—21 день, состоит из 3—4 яиц. Выводковый период длится около месяца. Обе птицы снабжают птенцов кормом.